# ドル・プリ・リュブリャニ
ドル・プリ・リュブリャニ（Dol pri Ljubljani, ドイツ語：Lusttal）はスロベニアにある市。